# 超延俊
趙延俊（もしくは趙然俊、チョ・ヨンジュン、1937年9月 - ）は、朝鮮民主主義人民共和国の政治家。朝鮮労働党中央委員会政治局員候補、党中央委員会検閲委員会委員長であり、党中央委員会組織指導部第一副部長であったことが確認されている。

## 略歴
金日成総合大学を卒業し政治経済学の学位を取得し、同大学上級教員、党中央委員会指導員、咸鏡南道書記、党中央委員会副部長を歴任し、2012年1月に党中央委員会組織指導部第一副部長に就任、同年4月11日の第4回党代表者会で党中央委員会政治局員候補に選出された。
趙延俊は崔竜海と共に、張成沢の力添えで地位を上げてきたが、2013年12月に張成沢が処刑された際には、趙延俊が崔竜海と共に張の不正に関する資料を集めて、追い落とした可能性が報じられている。また、韓国政府当局者の話として、趙延俊が張成沢を失脚させるための建議を、金正恩、金正哲、金与正にし、金正恩の「核心策士」として張成沢排除に暗躍した可能性が報じられた。
2014年3月に行われた第13期最高人民会議代議員選挙で代議員に選出された。
2015年10月に行われた朝鮮労働党創建70周年慶祝中央報告大会で確認された北朝鮮の人物序列によると、趙延俊は党組織指導部の人物としては最高位の党内序列第18位となっている。
2017年10月7日に行われた朝鮮労働党中央委員会第7期第2回総会で党中央委員会検閲委員会委員長に就任した。